# Академија умјетности
Академија умјетности, (такође, академија лијепих умјетности и ликовна академија) у области ликовних умјетности, институција основана првенствено да кроз академску наставу и наставни програм обезбједи обуку будућих умјетника. У прошлости је имала и друге функције, међу којима су најзначајније да понуди мјесто за излагање радова студентима, али и зрелим умјетницима који су примљени у чланство. 
Крајем 15. и почетком 16. вијека, у разним дијеловима Италије оснива се низ краткотрајних „академија” које нису имале много везе са систематском умјетничком наставом и образовањем. Најпознатија од њих била је „Академија Леонарда да Винчија” — основана у Милану око 1490. године — која је изгледа просто била „друштво умјетника” који се састају да би разговарали о теорији и пракси умјетности. Прву праву академију за умјетничку обуку, „Accademia del Disegno” („Академија цртања”), основао је 1563. године у Фиренци велики војвода Козимо I де Медичи на подстицај сликара и историчара умjетности Ђорђа Вазарија. Два номинална директора ове институције били су лично Козимо и Микеланђело. За разлику од — по средњовјековним принципма још у ренесанси присутних — занатских удружења, чланство у Вазаријевој „Академији” била је част која се давала само већ признатим слободним умјетницима. 
Када је Вазаријева „Академија” пала у расуло, њене идеје је преузела „Академија св. Луке” коју су 1593. године у Риму са образовним програмом основали сликар Федерико Цукари и кардинал Федерико Боромео. С нагласком на умјетничкој обуци и могућностима наруџби дјела од умјетника, Академија св. Луке је била прототип модерне академије. Међу њеним функцијама, које су доста опонашане у каснијим академијама, јесте давање стипендија за предавања која су држали чланови академије, а која су касније објављивана и стављана на располагање широј јавности. Ова предавања су постала средство којим су академије шириле и усмјеравале јавно прихватање одређених естетских теорија. „Академија св. Луке” је чврсто успостављена 1635. године, након што је добила подршку моћног папе Урбана VIII. Њени чланови су били сви водећи италијански умјетници и многи странци. Секундарни циљеви институције су били: добијање важних наруџби, подизање престижа њених чланова и спровођење  политике искључивања са тржишта умјетности према онима који нису били чланови Академије. 
У наредна два вијека, академизам је доминирао италијанским умјетничким животом. Опадање моћи цркве, а потом и аристократа као покровитеља — који су раније наручивали сликање великих дјела — резултовало је препуштањем умјетника анонимном тржишту купаца који би, у то вријеме, могли наручити један портрет или неку другу штафелајску слику. Ово је учинило излагање дјела кључним за успјех умјетника. Државна академија, као једина институција финансијски способна да пружи ову услугу у великим размјерама, кроз дефинисање стандарда у раду и естетици контролише јавни укус, економски напредак умјетника и на крају квалитет умјетности умјетника ког је одабрала да покаже јавности.
У Француској, „Краљевска академија сликарства и скулптуре” („Académie Royale de Peinture et de Sculpture”) основана је 1648. године као слободно друштво чланова који су сви имали иста права и којима је одобрен пријем у неограниченом броју. Међутим, под покровитељством моћног министра Жана Батиста Колбера и руководства сликара Шарла Лебрена, Краљевска академија је почела да функционише као ауторитарна рука државе, те је преузела скоро потпуну контролу над француском умјетношћу и почела да врши значајан утицај на умјетност читаве Европе. По први пут, концепт естетске ортодоксије добио је званичну потврду. Академија је имала монопол на наставу и излагање у Француској, почев од дуговјечне серије периодичних званичних државних умјетничких изложби под називом Салони који су основани 1667. године. Тако је једна у суштини племенита идеја рођена у просветитељству, — да се естетска питања могу универзално подвргнути разуму —, довела до строгог наметања уског круга естетских правила на сву умјетност која је у Француској била сасвим у надлежности Академије. Овај приступ је наишао на посебно плодно тло у вријеме неокласицизма, који се појавио у другој половини 18. вијека, а који је Академија с усићењем славила и подржавала. 
У међувремену, широм Европе и Америке, основане су бројне академије, обично подржане од стране државе и сличне по структури и приступу Француској академији. До 1790. године било је више од 80 таквих установа. Једна од важнијих у Европи била је „Краљевска академија умјетности у Лондону”, коју је 1768. основао британски краљ Џорџ III са сликарем Сер Џошуом Рејнолдсом као њеним првим предсједником. Иако је Рејнолдс обавезно и редовито одржавао предавања о важности хармоније и естетски узвишеног у сликарству, острвска Краљевска академија никада није доминирала умјетношћу тако потпуно као друге академије на европском континенту. 
Први снажан изазов моћи академија дошао је са успоном романтизма, који је умјетника видио као индивидуалног генија чије се стваралачке снаге не могу подучавати нити споља контролисати. Иако су већина истакнутих романтичара били апсорбовани у академски систем у првој половини 19. вијека, на крају су се скоро сви значајни умјетници нашли искључени из званичног покровитељства државе и наруџби, углавном због све већег јаза између њихових достигнућа и укуса новонастале грађанске (буржујске) јавности коју су академије опслуживале естетичким предметима и управљале њеним укусом. Ударац који је коначно сломио моћ академије задат је у Француској. Након низа неуспјешних компромиса (нпр. Салон одбијених, који је 1863. основао Наполеон III за сликаре искључене из Академије), импресионисти, који су самостално излагали између 1874. и 1886. године, успjели су да се наметну новом грађанском друштву индуструјске револуције и постану прихваћени код јавности и критике. До половине 20. вијека и нешто касније, умјетничка академија је наставила да буде важан извор умјетничке обуке и наставе, чији је савремени синоним модерна универзитетска умјетничку школа.